# انعكاس (فلم 2021)
انعكاس (بالأوكرانية: Відблиск) هو فيلم درامي أوكراني من إخراج فالنتين فاسيانوفيتش. أُقيم العرض العالمي الأول للفيلم في 6 سبتمبر 2021، خلال مهرجان البندقية السينمائي الدولي الثامن والسبعين، حيث اُختير للتنافس على جائزة الأسد الذهبي. ومن المقرر أن يحظى بعرض واسع في صالات السينما في أوكرانيا عام 2022.

## وصلات خارجية
- انعكاس  في قاعدة بيانات الأفلام على الإنترنت (بالإنجليزية)
- انعكاس في روتن توميتوز.
- انعكاس في موقع ميتاكريتيك.
- انعكاس في دزيغا إم دي بي (بالأوكرانية)
- انعكاس في مبيعات أفلام أوروبا الجديدة